# جيم فاولر (لاعب كرة قاعدة)
جيم فاولر (بالإنجليزية: Jim Fuller)‏ هو لاعب كرة قاعدة أمريكي، ولد في 28 نوفمبر 1950.

## وصلات خارجية
- جيم فاولر على موقعبيزبول رفرنس.كوم (الدوري الرئيسي) (الإنجليزية)
- جيم فاولر على موقعبيزبول رفرنس.كوم (الدوري الثانوي) (الإنجليزية)
- جيم فاولر على موقع مشجعي الرسوم البيانية (الإنجليزية)